# Rigny-le-Ferron
Rigny-le-Ferron – miejscowość i gmina we Francji, w regionie Grand Est, w departamencie Aube.
Według danych na rok 1990 gminę zamieszkiwało 296 osób, a gęstość zaludnienia wynosiła 16 osób/km².